# Ochna macrocalyx
Ochna macrocalyx är en tvåhjärtbladig växtart som beskrevs av Daniel Oliver. Ochna macrocalyx ingår i släktet Ochna och familjen Ochnaceae. Inga underarter finns listade i Catalogue of Life.